# 9151 Kettnergriswold
A 9151 Kettnergriswold (ideiglenes jelöléssel (9151) 1979 MQ8) a Naprendszer kisbolygóövében található aszteroida. Eleanor F. Helin és Schelte J. Bus fedezte fel 1979. június 25-én.